# Pepita de Oliva
Pepita de Oliva, pseudonimo di Josefa Durán y Ortega (Malaga, 1830 – Arcachon, 6 marzo 1871), è stata una danzatrice spagnola romanì che si esibì in tutta Europa, rendendo popolare la danza e i costumi del flamenco spagnolo.
Nonostante il suo matrimonio ufficiale con il suo insegnante di danza Juan Antonio Gabriel de la Oliva nel 1851, l'anno successivo intraprese una relazione con il diplomatico britannico Lionel Sackville-West con il quale ebbe cinque figli. Sua figlia Victoria diede alla luce la scrittrice inglese Vita Sackville-West, che nel 1937 pubblicò una biografia di sua nonna intitolata Pepita.

## Biografia
Nata a Malaga nel 1830, Josefa Durán y Ortega era ufficialmente la figlia di Pedro Durán e Catalina Ortega, anche se si diceva che suo padre fosse il celebre nobile Francisco de Borja Téllez-Girón, il decimo duca di Osuna. Sua madre era una lavandaia zingara e commerciante di vecchi vestiti che in precedenza si esibiva in un circo, mentre Pedro Durán, un barbiere, morì in una rissa di strada quando lei aveva sei anni.
Grazie a sua madre, che aveva con lei un rapporto stretto e supportivo, Pepita ricevette lezioni di ballo a Malaga, diventando presto un'artista promettente. Sua madre la portò a Madrid e convinse il direttore del Teatro del Principe a mandarla a lezioni di ballo come mezzo per entrare nel corpo di ballo del teatro. Sfortunatamente Pepita non ottenne il ruolo, senza dubbio perché il suo stile non coincideva con le esigenze del teatro. Il direttore di balletto del Teatro Real di Madrid, Manuel Guerrero y Casares, pensava che sarebbe diventata famosa al di fuori della Spagna. Le organizzò lezioni di ballo sotto l'ala di Juan Antonio Gabriel de la Oliva, che si era guadagnato una reputazione a La Coruña e si esibiva al Teatro Real. Si innamorò di Pepita e i due si sposarono nel gennaio 1851 nella chiesa di sant'Emiliano, a Madrid, ma si separarono pochi mesi dopo.

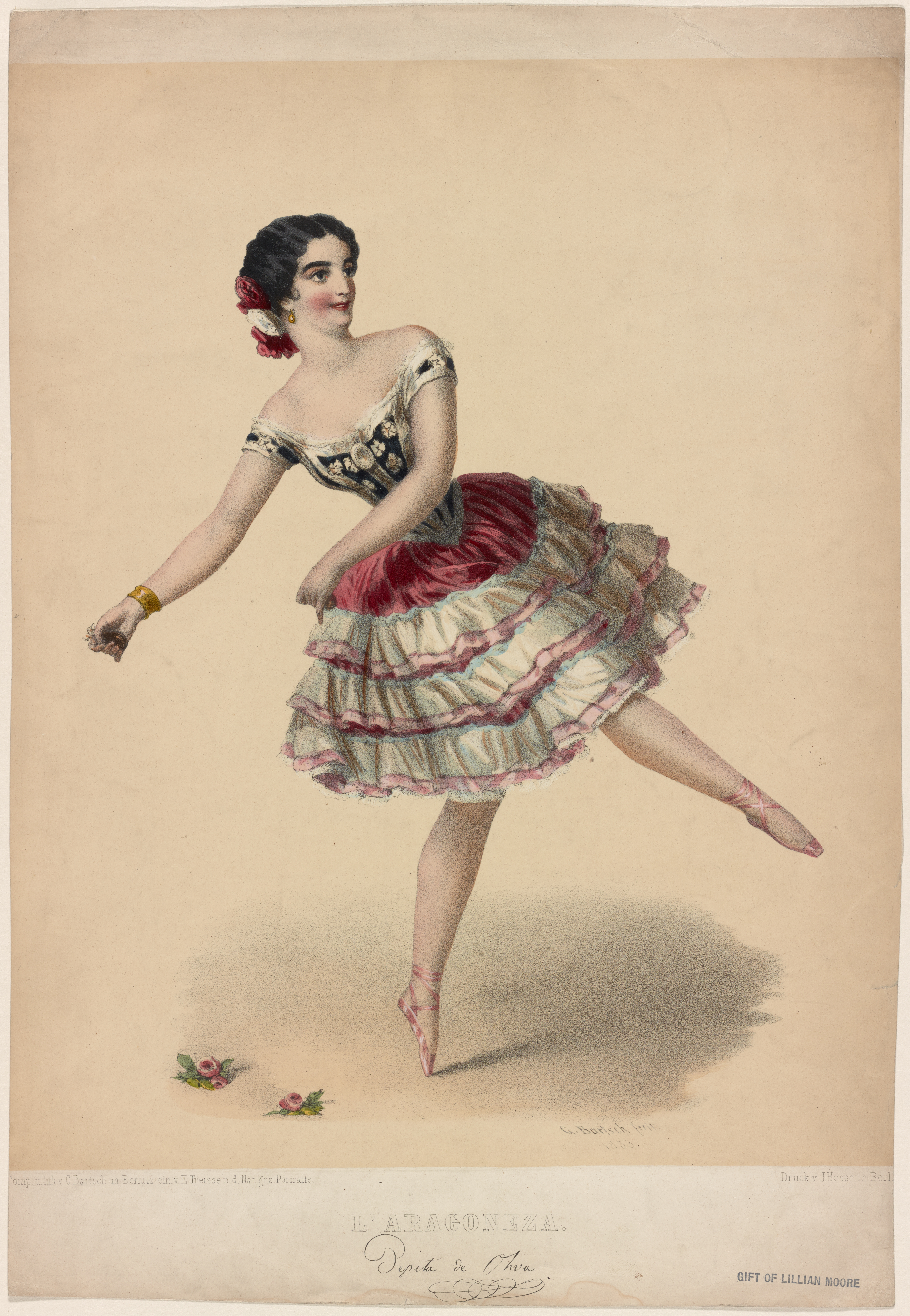
Pepita de Oliva che balla Aragoneza(1853)

La sua prima esibizione fu al Grand Théâtre di Bordeaux, in Francia, dove venne acclamata. Si esibì poi a Copenaghen, ballando "La Farsa Pepita" che era stata composta appositamente per lei, ricevendo un'accoglienza ancora più entusiasta. Dopo simili consensi nelle città tedesche, tra cui Francoforte, Stoccarda e Berlino, nel maggio 1852 si esibì al Teatro di Sua Maestà a Londra, ballando la "Madrileña", la "Aragoneza" e il "Jaleo de Jerez".
Nel luglio 1852 debuttò al Théâtre du Vaudeville di Parigi dove ricevette una grandissima ovazione e fu sommersa di fiori. Il mese successivo aggiunse al suo repertorio l'"Olé", ricevendo ancora più attenzione della ballerina étoile dell'Opera di Parigi.
Nell'autunno del 1852 a Parigi, il diplomatico britannico Lionel Sackville-West mise gli occhi su Pepita. Presentatale da un amico, i due divennero subito amanti. Dopo aver trascorso una settimana con lei nel suo hotel di Parigi, dovette rientrare a Stoccarda, dove lavorava. Si adoperò per un contratto per lei al teatro di Stoccarda, che avrebbe rappresentato l'inizio di varie performance nelle città tedesche. I due trascorsero più tempo possibile insieme, intraprendendo una relazione che sarebbe durata per tutta la vita.
Pepita apparve anche a Vienna dove Johann Strauss II compose per lei la Pepita-Polka. La sua influenza fu così grande che l'attrice viennese Marie Geistinger copiò il suo stile, apparendo in Die falsche Pepita al Theater in der Josefstadt nel 1852.
Nel maggio 1858 nacque a Granada il suo primo figlio con Sackville-West. Poi lo raggiunse in Germania dove vissero a Heidelberg e Hackenfeldt prima di stabilirsi a Torino, dove era stata distaccato Sackville-West. La sua seconda figlia, Victoria, nacque nel settembre 1862. (Dopo aver sposato suo cugino, il 3º barone di Sackville, divenne nota come Victoria Sackville-West).
Dopo Torino, Sackville-West venne mandato a Madrid mentre Pepita si stabilì a Bordeaux dove nel 1865 nacque la sua terza figlia, Elisa Catalina. Si ritirò dalla danza e trascorse il resto della sua vita nelle loro case ad Arcachon e Parigi. Morì ad Arcachon il 6 marzo 1872.
Sackville-West, che la trattava come se fosse sua moglie, pubblicò il seguente annuncio sulla stampa francese dopo la sua morte: «Lionel Sackville-West, primo segretario dell'ambasciata inglese a Parigi e ministro ad interim straordinario e plenipotenziario, chiede l'assistenza dei suoi amici e colleghi in una delle messe che si terranno nella Chiesa di Nostra Signora, il 21 marzo, per il riposo dell'anima di sua moglie, Josefina, contessa Sackville-West». Tuttavia non è mai stato dimostrato che il suo matrimonio fosse legale poiché a quanto pare non aveva mai ottenuto il divorzio da Juan de la Oliva.